# Szarlociniec

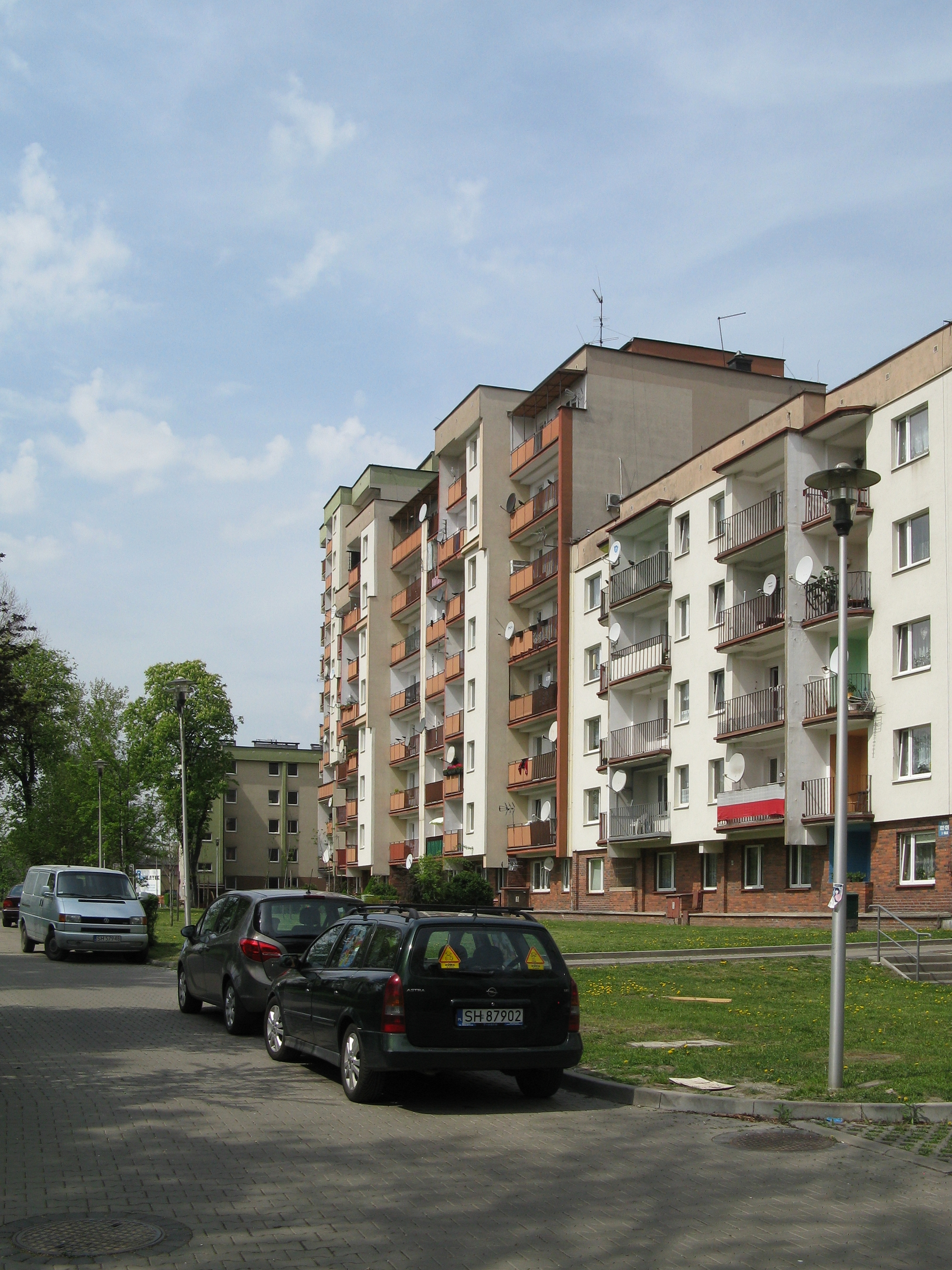
Bloki mieszkalne w Chorzowie-Szarlocińcu przy ulicy 3 Maja w 2018 roku

Szarlociniec (niem. Charlottenhof) – część chorzowskiej dzielnicy Chorzów II (rejon ulic: Gwareckiej, Żołnierzy Września, Wandy, Kingi, Styczyńskiego i zachodniej części ulicy 3 Maja).
Szarlociniec powstał z połączenia trzech osad, wydzielonych z obszaru Świętochłowic, z których pierwszą była Kolonia Szarloty (niem. Kolonie Charlotte), wybudowana wzdłuż ul. Wandy. Kolonię Szarloty połączono z położonym przy ul. 3 Maja Folwarkiem Szarlociniec (niem. Vorwerk Charlottenhof), tworząc gminę Szarlociniec (niem. Charlottenhof), do której włączono Świętochłowicką Ligotę Górniczą (niem. Schwientochlowitzer Bergfreiheit), również położoną przy ul. 3 Maja. W 1861 Szarlociniec liczył 1141 mieszkańców. Tak powiększona gmina współtworzyła w 1868 roku miasto Królewska Huta. 
Nazwa kolonii i dawnej gminy została nadana na cześć księżniczki i carycy Charlotty Pruskiej. 
Nazwa przetrwała w świadomości części mieszkańców i bywa nadal używana. Przystanek tramwajowy linii 11, przebiegającej przez dzielnicę, ma nazwę Chorzów Szarlociniec.
Na terenie Szarlocińca znajduje się poddany rewitalizacji obszar rekreacyjny Staw Amelung.